# حارة شيراتون (صنعاء)
حارة شيراتون هي إحدى حارات حي شعوب بمديرية شعوب إحد مديريات العاصمة اليمنية صنعاء، بلغ تعداد سكانها 1932 نسمة حسب تعداد اليمن لعام 2004.